# طلق (معدن)
الطَّلْق أو التَّلْك هو معدن يتكون من سليكات المغنيسيوم المهدرجة وله الصيغة الكيميائية H2Mg3(SiO3)4 أو Mg3Si4O10(OH)2. يستخدم في صورته المفككة بشكل واسع مسحوقاً. موجود في كتل ليفية. يندر وجود الشكل البلوري الأحادي للطلق.

## التكوين
تنقسم رواسب الطلق إلى أربعـة أنواع رئيسية:-
1. ستيتايت كتلي بلوراته غير منتظمة وهذا النوع مناسب لصناعة الأدوات الكهربائية.
2. الطلق الصفائحي وهذا النوع ناتج من تحلل الصخور الجيرية الدلوماتية ويعتبر من الأنواع المهمة ويستخدم في معظم الصناعات.
3. الطلق التريموليتي وأحياناً يسمى (الطلق القاسي) يحتوي على نسبة من التريموليت ويتميز بنسبة الماغنسيوم التي تصل إلى 10 %.
4. خامات الطلق المخلوط ويحتوي على نسب مختلفة من الكلوريت والدولوميت والسربنتينيتميز الطلق الجيد بدرجة الماغنسيوم بة ودرجة بياضة ونعومة عملية الطحن

ومن الممكن زيادة نسب الماغنسيوم بطرق التركيز المختلفة تبعا لنو الصخر القادم واحتوائة على شوائب يمكن ازالتها وتعديل نوعية الطلق وذلك في الصناعات الطبية والتقنية.

## التواجد

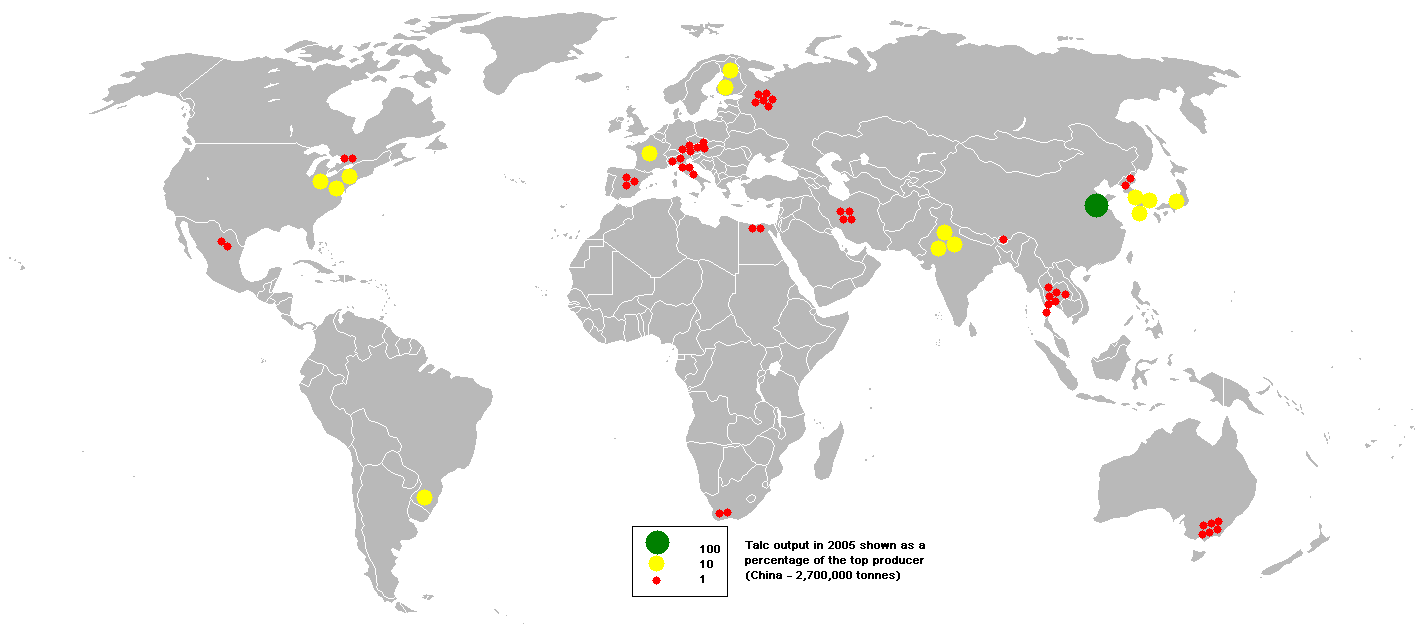
أماكن إنتاج الطلق في العالم 2005

- ومنة أهم الدول المنتجة في العالم: كندا،الولايات المتحدة، منشوريا في الصين، الهند، جنوب أفريقيا
- وفي الوطن العربي:

يتواجد في اليمن في منطقة حيدان، منطقة لودر، جبل خرز، شرق عند، منطقة حريب
يتواجد الطلق بمصر جنوب شرق أسوان وتابع لشركة النصر للفوسفات وشركة الصحراء للتعدين.

## الاستخدامات

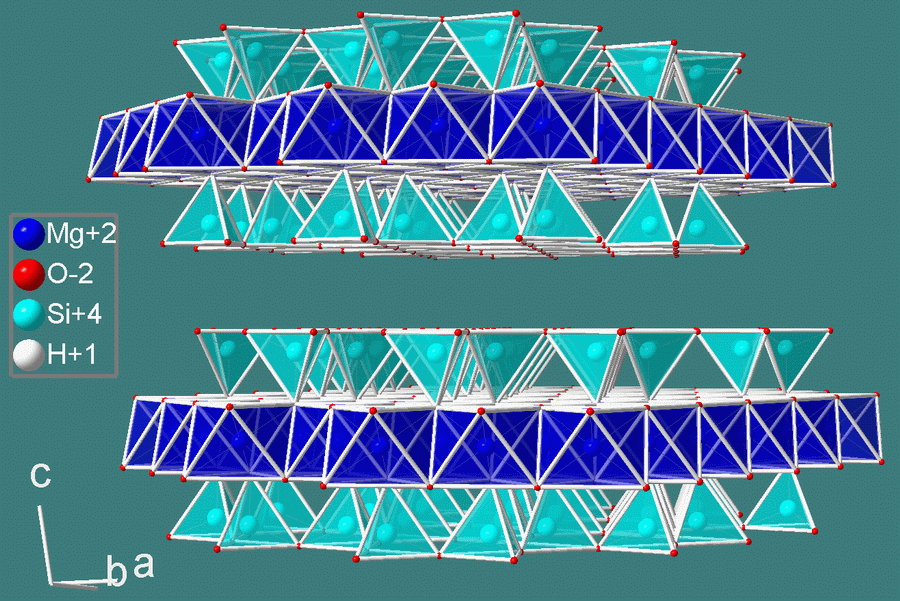
تكوين كريستالات الطلق

ويستخدم الطلق في العديد من الصناعات مثل صناعة الورق والبلاستيك والدهان والطلاء والمطاط والمواد الغذائية والكابلات الكهربائية والمواد الصيدلانية ومواد التجميل، خزف، إلخ. الخشنة رمادي أخضر، الطلق صخرة عالية هو الحجر الأملس أو من الحجر الصابوني، واستخدمت للمواقد، والمصارف، لوحات المفاتيح الكهربائية وغيرها وغالبا ما تستخدم لأسطح منضدة المختبر كمادة واقية، ومفاتيح الكهربائية بسبب مقاومته للحرارة والكهرباء والأحماض.
ويستخدم أيضاً في مستحضرات التجميل، أو كمواد تليين لحشو أوراق الصناعة. يستخدم الطلق في بودرة الأطفال، والدواء القابض مسحوق يستخدم لمنع الطفح الجلدي في منطقة تغطيها حفاضات. بل هو أيضا كثيرا ما يستخدم في كرة السلة للحفاظ على يد اللاعب جافة. كما يصنع الطلق على هيئة الطباشير غالبا ما يستخدم في اللحام أو تشكيل المعادن.
ويستخدم على نطاق واسع الطلق في صناعة خزف في كل من عمليات طلاء الزجاج في النار المنخفضة لعمل أعمالا فنية فإنه يضفي البياض ويزيد من التمدد الحراري والمقاومة.
يستخدم الطلق في الكثير من الصناعات في أوروبا لذلك تم إنشاء معيار للمحافظة على جودة الطلق المستخدم في التصنيع

### معيار آيزو للجودة (ISO 3262)
| النوع | الاحتواء على الطلق كنسبة مئوية كحد أدنى من الوزن | النسبة المئوية من الوزن القابلة للاشتعال في 1000 درجة مئوية | القابلية للذوبان في حمض الهيدروكلوريك، كحد أقصى كنسبة مئوية من الوزن |
| ----- | ------------------------------------------------ | ----------------------------------------------------------- | -------------------------------------------------------------------- |
| A     | 95                                               | 4 – 6.5                                                     | 5                                                                    |
| B     | 90                                               | 4 – 9                                                       | 10                                                                   |
| C     | 70                                               | 4 – 18                                                      | 30                                                                   |
| D     | 50                                               | 4 – 27                                                      | 30                                                                   |

## السلامة
أثيرت شكوك في أن استخدام الطلق يساهم في أنواع معينة من الأمراض، وخاصة سرطانات المبيضين والرئتين. وفقا لوكالة الوكالة الدولية لبحوث السرطان، يصنف الطلق الذي يحتوي على الأسبستوس كعامل من المجموعة 1 (مسرطن للبشر)، ويصنف استخدام الطلق في العجان على أنه المجموعة 2B (ربما مسرطنة للبشر)، ويصنف الطلق الذي لا يحتوي على الأسبستوس على أنه المجموعة 3 (غير قابل للتصنيف فيما يتعلق بالسرطنة لدى البشر). 22] خلصت المراجعات التي أجرتها أبحاث السرطان في المملكة المتحدة وجمعية السرطان الأمريكية إلى أن بعض الدراسات وجدت صلة، ولكن دراسات أخرى لم تفعل ذلك. 23][24]
تناقش الدراسات القضايا الرئوية،[25] وسرطان الرئة،[26][27] وسرطان المبيض. 28] كان أحد هذه التقارير، الذي نشر في عام 1993، هو تقرير البرنامج الوطني الأمريكي لعلم السموم، والذي وجد أن الطلق التجميلي الذي لا يحتوي على ألياف تشبه الأسبستوس كان مرتبطا بتكوين الورم في الفئران التي أجبرت على استنشاق الطلق لمدة 6 ساعات في اليوم، خمسة أيام في الأسبوع على مدى 113 أسبوعا على الأقل. 26] وجدت ورقة بحثية عام 1971 جزيئات الطلق المضمنة في 75٪ من أورام المبيض التي تمت دراستها. 29] خلصت الأبحاث المنشورة في عامي 1995 و2000 إلى أنه من المعقول أن الطلق يمكن أن يسبب سرطان المبيض، ولكن لم يظهر أي دليل قاطع. 30][31] خلص فريق خبراء مراجعة المكونات التجميلية في عام 2015 إلى أن الطلق، في التركيزات المستخدمة حاليا في مستحضرات التجميل، آمن. 32] في عام 2018، أصدرت وزارة الصحة الكندية تحذيرا، تنصح بعدم استنشاق بودرة الطلق أو استخدامها في منطقة العجان الأنثوية.

## وصلات خارجية
- mineral.galleries.com